# 日本の喫煙

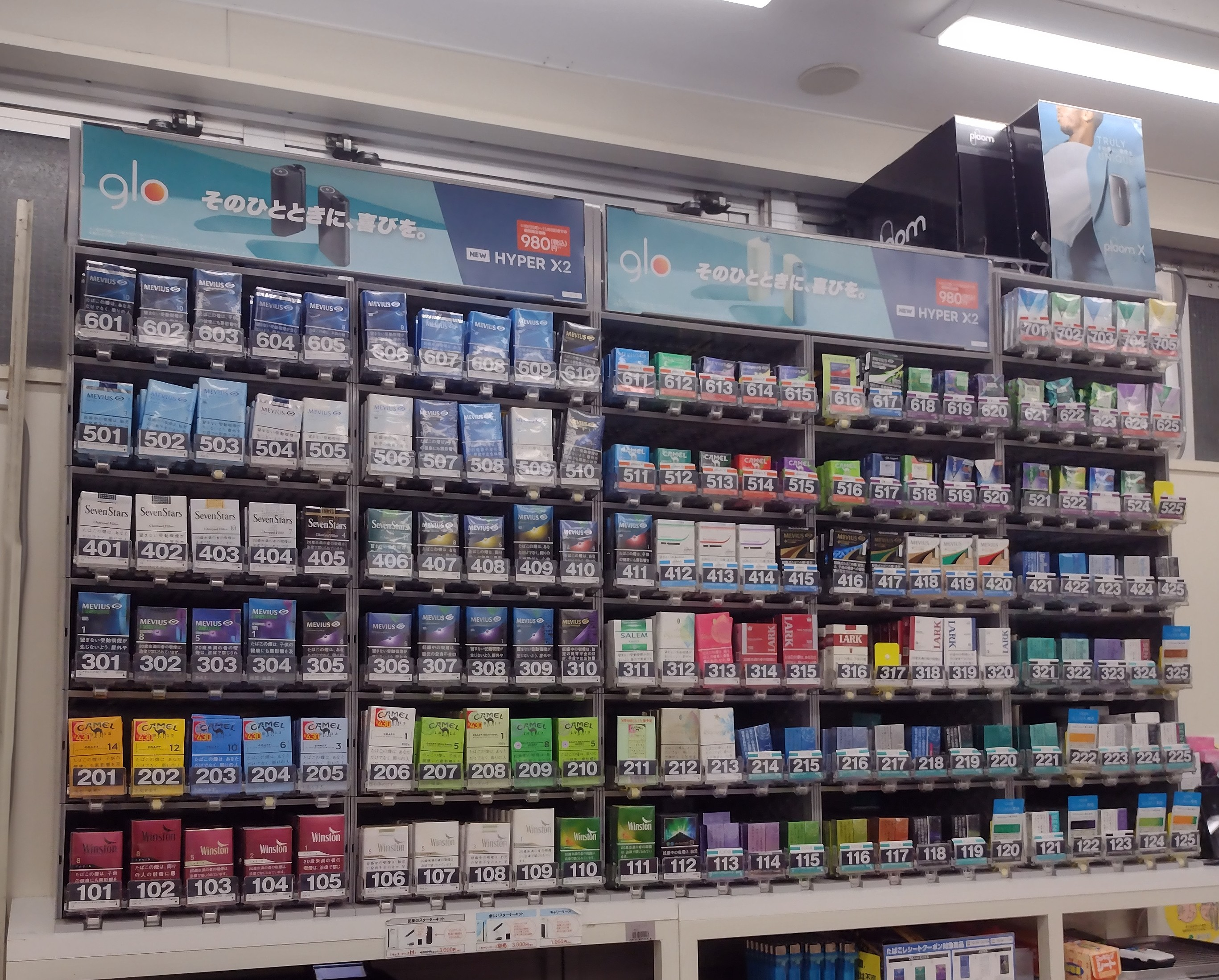
日本のコンビニで販売されている様々なタバコブランド。

日本の喫煙（にほんのきつえん）では、日本における喫煙の諸相について記述する。2003年（平成15年）に施行された健康増進法等により喫煙場所、喫煙者は減少している。原則禁煙を目指し健康増進法改正案の提出が見込まれるなど政府、民間ともに禁煙に向けて動いている。国内葉たばこ生産は縮小し、葉たばこ農家の人員は平成23年（2011年）の1万801人から平成31年/令和元年（2019年）には6割が廃作して4675人に減少、葉たばこ農家は高齢化も進んでいる。喫煙の健康影響面では、平成24年（2012年）の厚生労働省資料によると日本における喫煙による死亡者は年間およそ12万人から13万人である。

## たばこの伝来
日本では室町時代末期から安土桃山時代にポルトガルの宣教師たちによって持ち込まれた。日本へのたばこの伝来は諸説あり、天文12年（1543年）の種子島への鉄砲伝来時、慶長10年（1605年）前後の南蛮渡来などがある。煙管（キセル）による喫煙が主であり、江戸時代初期には全国に普及したが、非常に高価な薬品として普及していた。
日本の喫煙に関する最古の資料は慶長年間に存在し、慶長14年（1609年）に記された八条宮智仁親王『煙草説』、修道士による『ブルギーリョスの報告書』などがある。種子の伝来における最古の記録は、慶長6年（1601年）、スペインフランシスコ会修道士ヘロニモ・デ・ヘススが療養中の徳川家康にタバコ由来の薬とタバコの種子を献上したというものである。財務省財務総合政策研究所の資料によれば、葉たばこは薬草として慶長年間に各地に普及していた。

## 江戸時代
前述のように、江戸時代における主な喫煙方法は煙管であった。江戸幕府は火災予防や奢侈禁止の観点からしばしば煙草禁止令を出しているが、幕府や藩の専売とすることで次第に許可されていく。江戸中期には煙草の値下がりと共に庶民への喫煙習慣も広まって行くことになる。宝暦年間には、庶民用の煙草10匁（約38グラム）が8文程度であった記録が残されている。また、この時期に煙管、煙草盆、煙草入れなどの工芸品が発達した。

### 法制度
徳川家康は、駿府城内で不審火による火災が度々発生したことで、秀忠が将軍の代の慶長14年（1609年）、禁煙令を出した。江戸幕府は度々か禁煙令、たばこ耕作・売買の禁令を出し、財産没収の罰則も設けていたが、たばこの禁令は守られなかった。たばこの禁令を出す理由は火災の他、京の街に出没する荊組・皮袴組という反社会的勢力かぶき者が当時珍しい南蛮から伝来したたばこの喫煙を徒党のしるしにしていたのでそれを取り締るためであり、また他の理由では、たばこ栽培農家の増加でコメの生産高に影響が及ぶことを防止するためであった。
家康が死去するまでの幕府による禁令は、慶長14年の禁煙令の後、慶長15年（1610年）の禁煙令、慶長16年（1611年）の禁煙令、慶長17年（1612年）のたばこ喫煙・売買・耕作の禁令、慶長19年（1614年）のたばこ喫煙・売買・耕作の禁令、元和元年（1615年）のたばこ喫煙・売買・耕作の禁令、元和2年（1616年）から元和8年（1622年）に5度のたばこ売買・耕作の禁令などである。イギリス商館長リチャード・コックスの元和元年（1615年）から元和8年（1622年）までを記したイギリス商館長日記によると、家康は大御所として禁煙令に関与していた。
3代将軍家光が将軍になった元和9年（1623年）に禁煙令が出されたが、寛永期には喫煙が可能となり、寛永11年（1634年）に三重県のあたりではたばこ座が許可された。しかし、寛永19年（1642年）に寛永の大飢饉が起きた年に本田畑のたばこ耕作が禁止となり、寛永20年（1643年）の田畑勝手作禁止令もまた田畑のたばこ耕作を禁止した。家光の時代には煙管狩りが実施された。慶安2年（1649年）、江戸では家屋内の喫煙が許可され、4代将軍家綱が将軍の承応3年（1654年）、江戸城内は全面禁煙から場所を限り許可された。寛文10年（1670年）以降、本田畑のたばこ耕作禁止が強化される禁令が多数出され、延宝3年（1675年）にはたばこ耕作を半減にして耕作面積を役所に届け出る覚書が出された。綱吉が5代目将軍の元禄期頃にはたばこの新たな禁令が出なくなった。
家光の代以降、喫煙が一般に波及すると、各藩では運上金（営業税）、冥加金（免許手数料）等の課税、たばこ耕作奨励（明暦2年（1656年）の松山藩など）の措置がとられた。

### 遊女の喫煙

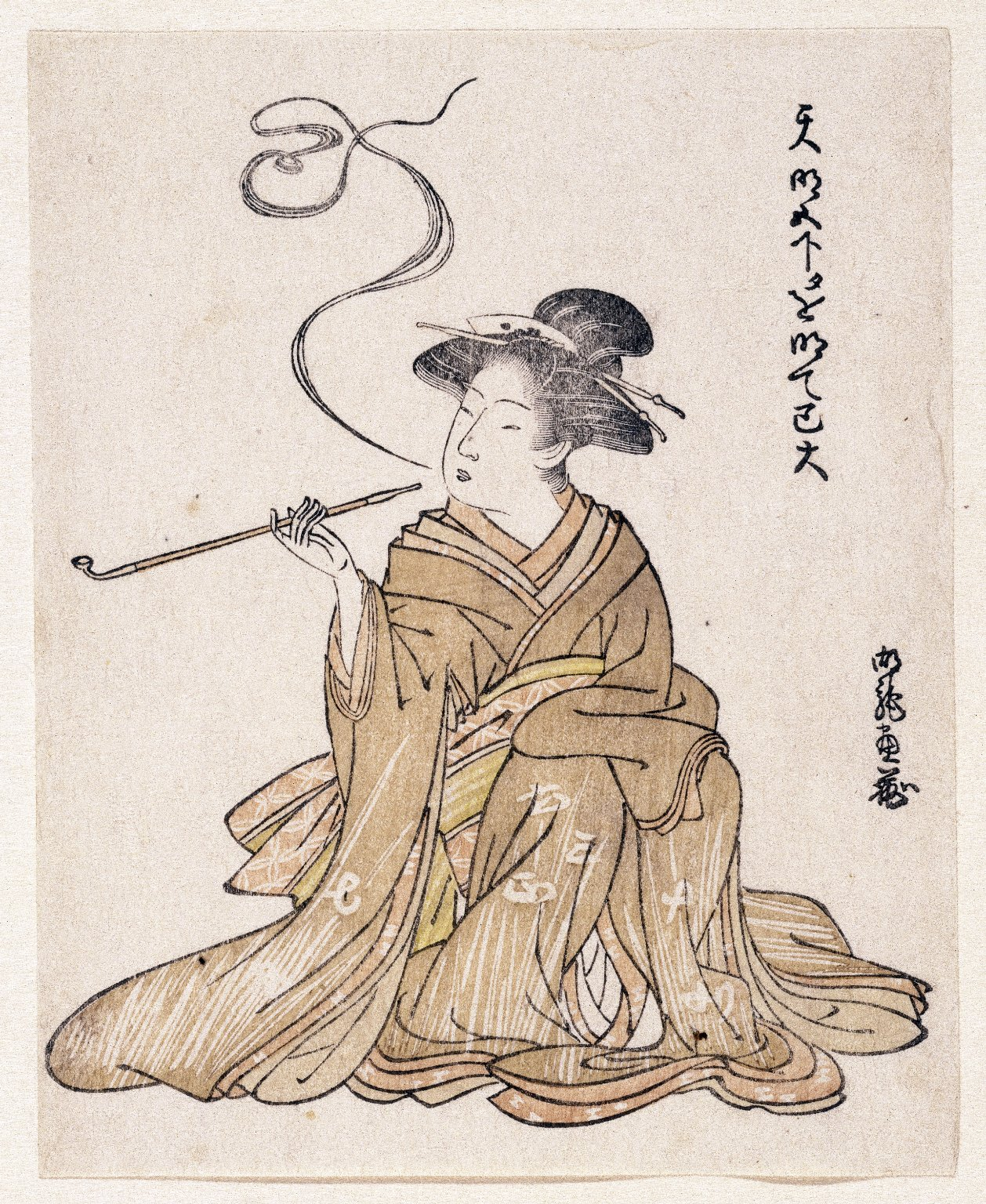
江戸後期の天明5年（1785年）から寛政2年（1790年）と推定される絵暦。。

### 健康問題
たばこが伝わり、普及しだした江戸時代から、一部の日本人は、たばこに健康問題があった事を知っていた。例えば、正徳2年（1712年）に貝原益軒が著した『養生訓』では、「巻第四 飲茶 附 煙草」において、「煙草は性毒あり」「煙をふくみて眩ひ倒るゝ事あり」「病をなす事あり」「習へばくせになり、むさぼりて後には止めがたし」等の記述がある。
卍山道白和尚の広録『鷹峰卍山和尚廣録』（元文年間に刊行）では受動喫煙の害が医学的に記述され、面山瑞方禅師の広録『永福面山瑞方和尚廣録』（安永年間に刊行）で同様の記述があり、卍山和尚の広録については受動喫煙・残留受動喫煙被害を記述した文献としてゲーテ以前の世界最古であると住職・医師の来馬明規らは考えている。
元禄10年（1697年）に甲斐国で発布されたと見られる「諸国郷村江被仰出」（慶安御触書）第23条では、煙草（たは粉）が病気になる、時間と金の浪費になる等の理由による喫煙禁止が挙げられている。このいわゆる「慶安御触書」は江戸時代後期の『徳川実紀』に収録されている江戸時代の文献である。

## 近代・現代
明治時代になってから、それまでのキセルによる喫煙に代わり紙巻たばこが庶民の間に普及した。当初日本には大手は2社の紙巻たばこ会社が存在していたが、日清戦争開始後に財政難に陥った国により、葉たばこ専売法が1898年（明治31年）に制定され、たばこは専売制になった。当時、たばこによる税収は国税において大きな割合を占めており（1945年（昭和20年）には、たばこによる税収は塩の税収などと合わせて予算の20%を計画し、実際の歳入はたばこが4.1%、塩は赤字）、日清・日露戦争などの戦費調達のための財源とされた。

### 煙管から紙巻たばこへ
明治期の西洋化により、専ら刻み煙草と煙管（キセル）による喫煙であった日本に紙巻たばこが入ってきた。その後、紙巻たばこは日本国内で製造・販売が始まり、明治2年（1869年）に元彦根藩士の土田安五郎が紙巻たばこの製造を日本で初めて試みたとされる。明治6年（1873年）には竹内毅と石川治平がウィーン万国博覧会で見た紙巻たばこ製造機を買い入れて製造を始め、明治10年（1877年）には第1回内国勧業博覧会に出品して受賞、明治10年代になると、銀座の岩谷松平や千葉松兵衛はじめ、都市を中心に紙巻たばこの製造販売が本格化していく。明治24年（1891年）には米国と組んだ京都の村井吉兵衛が東京に進出、ポスターや街頭宣伝、おまけ付き煙草販売など各社の派手な宣伝は「明治たばこ宣伝合戦」と呼ばれた。明治30年（1897年）頃にはたばこ商が5000人、最大手は東京の岩谷商会と京都の村井兄弟商会であった。1899年に村井は、日本に一大製造工場を建てて日本の低廉な賃金を利用して一挙に日本のたばこ業界を圧倒しようとするアメリカン・タバコ・カンパニーと資本合同を行なって株式会社化し、市場を席巻しはじめた。この外資導入を警戒した日本政府は煙草の専売化を急ぎ、1904年に施行、国内の煙草会社は補償金を得て廃業した。なお、紙巻たばこの消費量が煙管用の刻みたばこの消費量を上回ったのは大正12年（1923年）であった。

### 専売制
明治維新が起き、明治政府による近代国家日本は財源確保のためたばこに着目し、明治9年（1876年）に煙草税則が施行され、日清戦争後の明治31年（1898年）に葉たばこを国家が買い上げる「葉たばこ」専売制の葉煙草専売法、明治37年（1904年）に国内たばこ産業保護や日露戦争の戦費調達等のため、国家がたばこの製造・販売を管理する「たばこ」専売制の煙草専売法が施行された。煙草専売法施行後の明治38年度（1905年度）のたばこ専売税収はおよそ3360万円で租税収入全体のおよそ6.3%であった。主要銘柄としては口切煙草の「敷島」「朝日」「カメリア」など、両切の「ゴールデンバット」「リリー」などがあり、1910年代後半頃には口切は上層の人々や社交界で、両切は労働者や農民など低所得者が消費するものという認識が形成された。日本の外地では、1906年、政府指導のもと東亜煙草会社が設立された。この新会社は専売局製造のタバコの輸出と、現地での製造販売にとり組み、約半世紀の間ブリティッシュ・アメリカン・タバコ会社と中国市場で激烈な競争を続けた。大正10年（1921年）には、日本統治下の朝鮮でも煙草専売制が施行された。1920年代後半になると最新式製造機の出現により両切煙草の生産性が一気に上がり、1930年代にかけて両切の販売数が飛躍的に伸びた。1925年に煙草の値上げが実施された際には政府に激しい非難が集まり、専売制への不満も沸きあがった。
第二次世界大戦の日本敗戦後の昭和23年（1948年）、連合国最高司令官（GHQ最高司令官）ダグラス・マッカーサーは内閣総理大臣芦田均宛てに国家公務員法の改正に関する書簡を発し、日本政府は書簡で示唆される公共企業体設立の旨に基づき、連合国最高司令部と協議をし、日本専売公社が設立された。それにより明治の煙草専売法は改正されたばこ専売法が施行された。専売制は昭和60年（1985年）の日本たばこ産業株式会社 (JT) 発足まで続いた。

### 配給制
第二次世界大戦終盤の昭和19年（1944年）11月、品不足によりたばこは配給制になり、当初は成年男子1人につき1日6本。配給に当たる隣組の融通によっては女子喫煙者への配給が認められた。昭和20年（1945年）の5月に5本、8月に3本に減り、女性への配給は第二次大戦後の昭和22年（1947年）5月に始まり、配給本数は当初男性の4分の1、同年11月に男性と同数が配給された。配給制は昭和25年（1950年）まで続いた。
終戦直後の物不足のなかにあって、たばこ税収は財源として重視され、たばこや塩などの品目は、国家予算の約5分の1（20%）へと増収が図られた予算が組まれたが、昭和20年（1945年）のたばこ専売税収の実収はおよそ9億7000万円で国家歳入総額のおよそ4.1%であり、塩専売の税収の実収は1億2012万円の赤字であった。

### 民営化と市場開放
第二次大戦後も、1985年（昭和60年）まで日本専売公社によるたばこの専売が続いた。1980年（昭和55年）時点では、輸入たばこには90%の関税がかけられ、国内市場における輸入たばこのシェアは1.5%未満に過ぎず、日本国外のたばこ企業が日本国内でテレビ・雑誌・看板などの宣伝活動や市場調査を行ったり販売網を築いたりすることはできなかった。しかし、1980年（昭和55年）のアメリカ合衆国・フィリップモリス社の5か年計画において、日本に対し市場を開放するよう圧力をかけることが計画され、1982年（昭和57年）に米国通商代表部 (USTR)は日本政府に対し、関税の90%から20%への引き下げ、海外企業の宣伝活動や市場調査の許可を求め交渉した（経済制裁の脅しも持ち出されたという）。1985年（昭和60年）、日本専売公社は日本たばこ産業に民営化され、1987年（昭和62年）には米国たばこへの関税は撤廃された。結果として、米国からのたばこ輸入本数は1986年（昭和61年）に99億本、2002年（平成14年）には780億本へと増加し、米国のたばこ輸出の61%を占めるまでになった。また、日本たばこ産業は民営化されたとはいえ、日本たばこ産業株式会社法により財務省が1/3超の株を保有している。

### 健康問題
明治時代の文献では、明治13年（1880年）創刊の『養生雑誌』（養健舎）がたばこの害を記述し、外国文献の抄訳形式により掲載した。明治14（1881年）出版の『内科要略』は、「慢性尼古質涅中毒」（ニコチン依存症）と慢性動脈内膜炎の関係に言及し、喫煙を粥状動脈硬化の危険因子と見なしていた。
喫煙の有害性が一般に認められていた明治時代において、明治22年（1889年）、東京文理科大学初代学長三宅米吉は喫煙と健康について警告した論文「学校生徒ノ喫煙」を書いた。年少者に及んでいた喫煙の問題により明治27年（1894年）、小学校での喫煙禁止の訓令「小学校ニ於ケル体育及衛生」（文部省訓令第6号）が発せされ、明治33年（1900年）、未成年者を全面的に禁煙とした未成年者喫煙禁止法（現・二十歳未満ノ者ノ喫煙ノ禁止ニ関スル法律）が健全なる青少年の育成のために施行された。未成年者喫煙禁止法の背景には富国強兵策があり、幼年者が喫煙で肺を悪くして徴兵できなくなることが憂慮されていた。明治からの未成年者喫煙禁止法は令和の日本においても改正を経て継続的に実施されている。日本の成人年齢は明治9年（1876年）以来、満20歳である。年齢に言及せず「未成年者」の文言だけであった同法に、「満二十年ニ至ラサル者」の文言が加えられたのは昭和22年（1947年）の改正であった。

## たばこ販売

### 販売の経路
JTによる日本におけるたばこ販売チャネル（販売の経路）の構成は、平成23年（2011年）9月の同社資料によるとコンビニエンスストアが約60%、一般店が約25%、スーパーマーケット・駅売店・その他が約15%である。

### たばこ屋

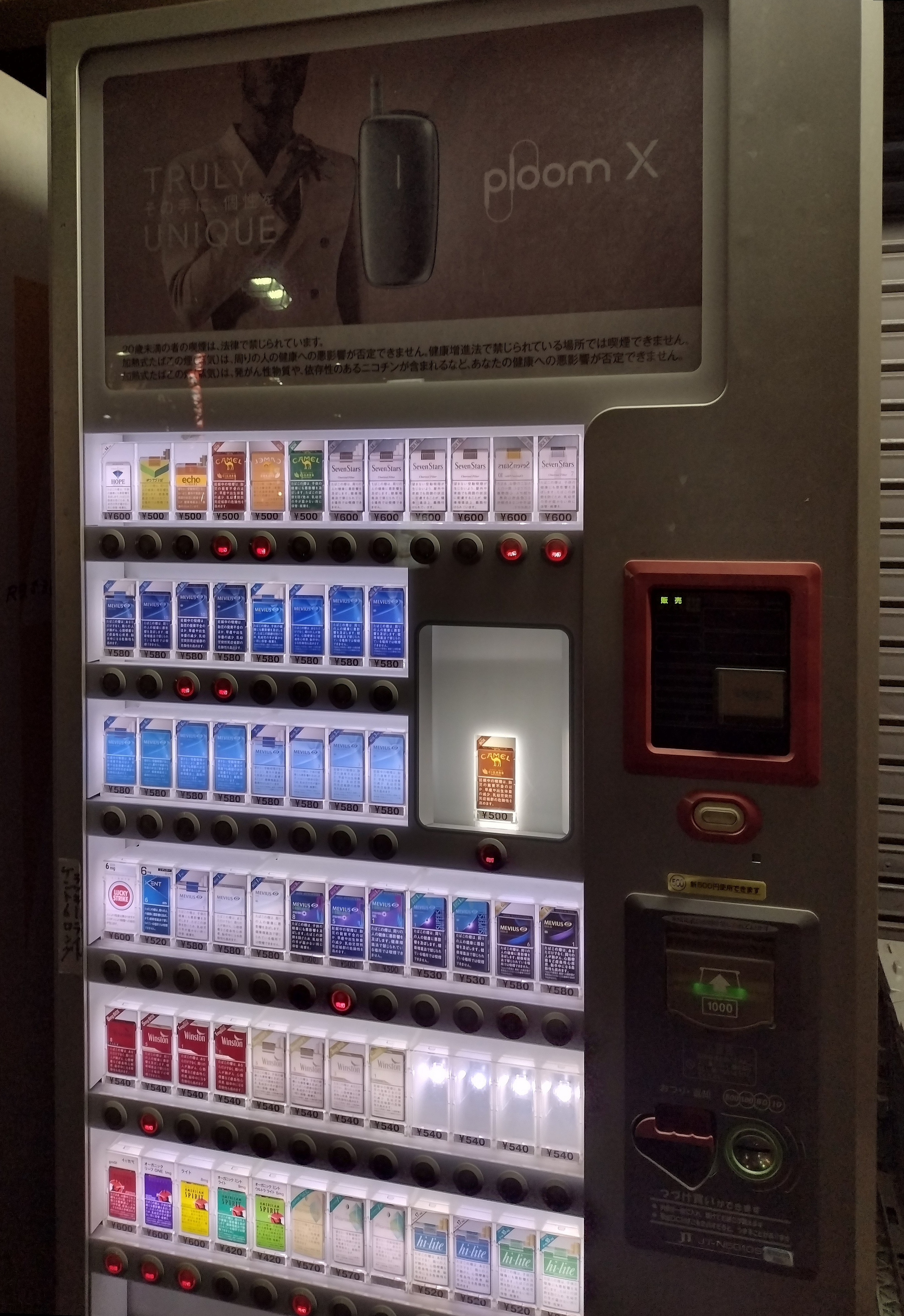
たばこ自販機（江東区内で撮影）

### たばこ自動販売機
大蔵省専売局は明治43年（1910年）9月、「煙草自動発賣機」を小売店に設置した。東京で開始されたたばこ自動販売機は、大正時代に大阪に設置され、昭和に日本全国に設置された。
平成8年（1996年）4月、全国たばこ販売協同組合連合会は未成年者喫煙防止のため、屋外設置のたばこ自動販売機に深夜稼動の自主規制を設け、午後11時から午前5時を稼動停止にした。
平成13年（2001年）、日本たばこ協会、全国たばこ販売協同組合連合会、日本自動販売機工業会は、未成年者の喫煙防止対策・たばこ購入防止対策としてたばこ販売用に成人識別自動販売機を開発し平成20年（2008年）を目標に日本全国へ導入することを発表した。その計画により平成20年（2008年）3月から成人識別たばこ自動販売機の日本全国への導入が段階的に開始し、たばこ自動販売機による購入にはICカードのtaspoを使用することになり、この当時およそ43万台設置されていた日本全国のたばこ自動販売機は、7月にtaspoによる「ICカード方式成人識別たばこ自動販売機」として日本全国での稼働が開始した。それにともない8月から深夜稼働の自主規制は解除され、解除は販売店の判断による任意での実施となった。

### コンビニエンスストア

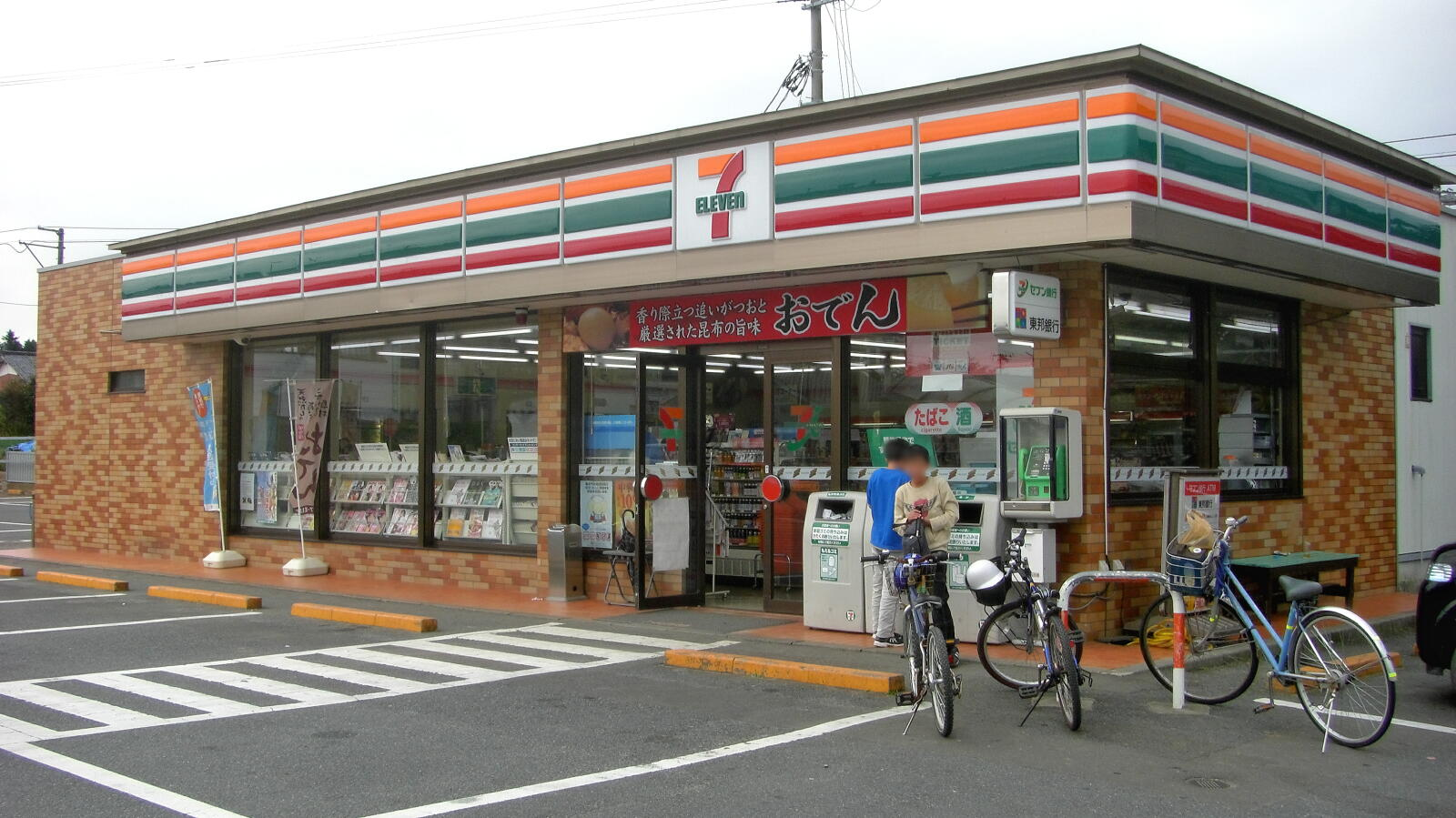
福島県のセブン-イレブン店舗。店舗ガラス窓にたばこ販売の表示。入り口付近に灰皿。平成23年（2011年）2月21日。

平成23年（2011年）のデータによると、日本におけるJTのたばこ販売経路の約60%をコンビニエンスストアが占めている。
日本の大手コンビニエンスストアにおける商品構成においてたばこの販売比率は高い。サークルKサンクス平成22年（2010年）11月のたばこ販売構成比は26.5%、平成23年（2011年）2月は27.1%、平成23年（2011年）11月は30.5%。ローソン平成22年度（2010年度）のたばこ販売構成比率は24.9%、平成23年度（2011年度）第3四半期累計期間のたばこ販売構成比率は28.3%。また、ファミリーマートが公表している商品分類別の売上高におけるのたばこの比率は平成22年（2010年）2月期22.3%、平成23年（2011年）2月期22.7%、平成24年（2012年）2月期26.5%。コンビニエンスストアの客層は20代から30代の男性が主力であるが、プライベートブランドや中食の強化で新たに女性や高齢者の客層を獲得している。成長が見込まれる宅配事業のターゲット層は高齢者や共働き夫婦ら買い物難民等である。
大手コンビニチェーンでは、各地方自治体の条例に則して灰皿を設置しない店舗、灰皿を入り口から遠い場所に設置する店舗がある。ファミリーマートとローソンは、路上喫煙禁止条例の規制地域では原則として灰皿は撤去、その他の地域では灰皿を入り口から離して設置する。平成18年（2006年）現在のセブン-イレブンは、店舗入口の灰皿の扱いは地域行政に従うことになっている。

### 放射性物質
平成23年（2011年）3月11日の東日本大震災により発生した福島第一原子力発電所事故は東日本広域が低濃度から高濃度の放射能汚染に至り、東日本広域の葉たばこ畑もまた放射能に汚染された。日本たばこ産業 (JT) によると福島県1175戸の葉たばこ農家は平成23年（2011年）産葉たばこの生産を断念した。JTは平成23年（2011年）8月中旬から購買前の黄色種、バーレー種、在来種それぞれの乾燥済み葉たばこの放射性物質検査を実施した。黄色種の検査対象の茨城県、栃木県、千葉県、静岡県産は、当時JTが設定していた放射性物質の自社暫定基準値「放射性セシウム: 500Bq/kg、放射性ヨウ素: 2000Bq/kg」を超過しなかった。バーレー種と在来種の検査対象の宮城県、茨城県、栃木県、群馬県産もまた、当時JTが設定していた放射性物質の自社暫定基準値「放射性セシウム: 500Bq/kg、放射性ヨウ素: 2000Bq/kg」を超過しなかった。
平成24年（2012年）3月、JTは放射性セシウムの自社基準値を引き下げ、「100Bq/kg」に設定した。これは厚生労働省医薬食品局食品安全部基準審査課が同時期に発表した一般食品に適応する放射性セシウムの新基準に合わせたものである。既に買取済みの新基準 (100Bq/kg) 超過分は廃棄され、厳重な検査が継続される。JTは新たな基準値を超えることが懸念される福島県の葉たばこ農家128戸に平成24年産（2012年産）葉たばこの売買契約解除方針を伝えた。
JTの紙巻たばこは黄色種（西日本中心の品種、紙巻たばこの主原料）、バーレー種（東日本中心の品種、香りを引き立てる）、在来種（東日本中心の品種、喫味がやわらか）がブレンドされ、さらに外国産の葉たばこがブレンドされるため、放射性セシウム検出の葉たばこが単独で使用されるわけではない。平成24年（2012年）の現段階ではJTが販売している紙巻たばこで使用している平成23年（2011年）産の葉たばこは沖縄県産、九州産のみである。葉たばこが熟成期間等を要するためであり、たばこ煙の微量の放射性セシウムを喫煙者本人が吸煙、他人が受動喫煙により吸煙、周辺空間への拡散、吸殻への残存等が起きるのは、平成23年（2011年）3月から数年を経たのちである。葉たばこに含まれるセシウム（沸点640°Cから670°C）が金属セシウムならばたばこ（紙巻たばこ・葉巻たばこ）の燃焼熱で沸点になり、水酸化セシウム（沸点およそ990°C）または塩化セシウム（沸点およそ1300°C）であれば、たばこの燃焼熱で沸点にならない。原子力事故で耕作を中止した福島県を除く東北5県、関東4県、静岡県の合計9県の平成23年産（2011年産）の葉たばこ生産量は合計885万2000kgである。内訳は青森県299万4000kg、岩手県269万9000kg、秋田県91万9000kg、山形県25万5000kg、宮城県15万7000kg、栃木県19万8000kg、茨城県104万1000kg、千葉県52万6000kg、群馬県2000kg、静岡県6万1000kgである。（関東地方では東京都・神奈川県・埼玉県は全く生産していないため除外。）

## 統計

### 喫煙率

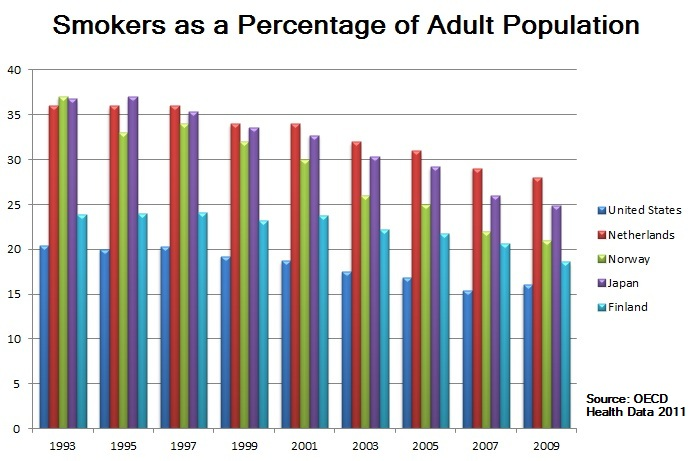
アメリカ合衆国、オランダ、ノルウェー、日本、フィンランドの成人（15歳以上）の喫煙率の推移

#### ジャパニーズ・パラドックス
1965年（昭和40年）には、日本人成人男性の喫煙率は82.3%と他国よりも圧倒的に喫煙者が多かったにもかかわらず、2011年（平成23年）現在では高齢者（老人）と呼ばれる人々が長寿でいる。しかも、日本は世界一の長寿国であると、2011年（平成23年）5月13日、世界保健機関 (WHO) の「2011年版世界保健統計」で発表している。これを喫煙問題における「ジャパニーズ・パラドックス」と呼ぶ。
「喫煙が寿命に関わる唯一の要因である」という命題は、「喫煙率が高い」ことと「寿命が短い」こととの間に、必ずしも相関性があるとはいえないことから「偽」であり、パラドックスが生じている。この命題は、世界各国と日本との比較であり、日本人の場合では、喫煙者の寿命は非喫煙者の寿命より短い。

### たばこ販売
| 年度 | 販売数量 (億本) | 販売代金 (億円) | 代金/数量 (円/本) |
| ---- | --------------- | --------------- | ----------------- |
| 1990 | 3,220           | 35,951          | 11.16             |
| 1995 | 3,347           | 38,327          | 11.45             |
| 2000 | 3,245           | 41,681          | 12.84             |
| 2005 | 2,852           | 39,694          | 13.92             |
| 2006 | 2,700           | 39,820          | 14.75             |
| 2007 | 2,585           | 39,131          | 15.14             |
| 2008 | 2,458           | 37,270          | 15.16             |
| 2009 | 2,339           | 35,460          | 15.16             |
| 2010 | 2,102           | 36,163          | 17.20             |
| 2011 | 1,975           | 41,080          | 20.80             |
| 2012 | 1,951           | 40,465          | 20.74             |
| 2013 | 1,969           | 40,744          | 20.69             |
| 2014 | 1,793           | 38,418          | 21.43             |
| 2015 | 1,833           | 39,227          | 21.40             |
| 2016 | 1,680           | 36,377          | 21.65             |
| 2017 | 1,455           | 31,655          | 21.75             |
| 2018 | 1,300           | 29,368          | 22.59             |

- 出典：社団法人 日本たばこ協会 年度別 販売実績（数量・代金）推移一覧

### 葉たばこ耕作
| 年度 | 農家数 （千戸） | 面積 （千ha） | 一人あたりの面積 （a/戸） |
| ---- | --------------- | ------------- | ------------------------- |
| 1990 | 42.2            | 30.3          | 72                        |
| 1995 | 30.4            | 26.2          | 85                        |
| 2000 | 23.1            | 24.2          | 105                       |
| 2001 | 21.9            | 23.5          | 108                       |
| 2002 | 20.9            | 23.1          | 110                       |
| 2003 | 20.1            | 22.6          | 113                       |
| 2004 | 18.9            | 21.7          | 115                       |
| 2005 | 15.0            | 19.2          | 128                       |
| 2006 | 14.5            | 18.6          | 128                       |
| 2007 | 13.8            | 17.8          | 129                       |
| 2008 | 13.1            | 16.9          | 129                       |
| 2009 | 12.3            | 15.9          | 129                       |
| 2010 | 11.6            | 15.1          | 130                       |
| 2011 | 10.8            | 14.1          | 130                       |
| 2012 | 6.1             | 9.0           | 147                       |
| 2013 | 6.1             | 8.9           | 146                       |
| 2014 | 6.0             | 8.6           | 145                       |
| 2015 | 5.8             | 8.4           | 144                       |
| 2016 | 5.6             | 8.1           | 143                       |
| 2017 | 5.3             | 7.6           | 142                       |
| 2018 | 5.0             | 7.1           | 141                       |

| 年度 | 生産量 (t) | 販売代金 （億円） | 代金/生産量 （万円/t） |
| ---- | ---------- | ----------------- | ---------------------- |
| 1990 | 80,544     | 1,493             | 185.3                  |
| 1995 | 70,391     | 1,554             | 220.8                  |
| 2000 | 60,803     | 1,171             | 192.6                  |
| 2001 | 60,565     | 1,148             | 189.5                  |
| 2002 | 58,174     | 1,093             | 187.8                  |
| 2003 | 50,662     | 932               | 183.9                  |
| 2004 | 52,659     | 981               | 186.2                  |
| 2005 | 46,828     | 843               | 180.1                  |
| 2006 | 37,739     | 686               | 181.8                  |
| 2007 | 37,803     | 693               | 183.3                  |
| 2008 | 38,484     | 694               | 180.3                  |
| 2009 | 36,601     | 681               | 185.9                  |
| 2010 | 29,297     | 542               | 184.9                  |
| 2011 | 23,605     | 440               | 186.5                  |
| 2012 | 19,673     | 385               | 195.7                  |
| 2013 | 19,844     | 393               | 198.0                  |
| 2014 | 19,980     | 393               | 196.9                  |
| 2015 | 18,687     | 369               | 197.4                  |
| 2016 | 17,945     | 349               | 194.9                  |
| 2017 | 19,023     | 370               | 194.7                  |
| 2018 | 16,998     | 327               | 192.3                  |

- 出典：全国たばこ耕作組合中央会 たばこ耕作について

## 社会経済

### 税収源としてのたばこ
日本においてたばこは喫煙によって直接的ないし波及的に発生する社会的な問題がある一方、たばこ税の税収としての一面もあり、2007年（平成19年）の税収は2兆2,703億円である。

### 喫煙による経済的損失
厚生労働省が健康日本21の中で、喫煙によって国民医療費の5%が超過医療費としてかさむことや、煙草関連疾患による労働力損失を含め、「社会全体では少なくとも4兆円以上の損失がある」と試算している。
また、喫煙による社会損失は年間7兆円余りという2001年度の試算があり、その内訳は直接超過医療費12,900億円、受動喫煙による超過医療費146億円、喫煙関連疾患による労働力損失58,000億円、火災による損失が2,200億円としている。

### 喫煙による死亡数
厚生労働省は、健康日本21の中で、「最新の疫学データに基づく推計では、たばこによる超過死亡数は、1995年（平成7年）には日本では9万5000人であり、全死亡数の12%を占めている」と試算してる。

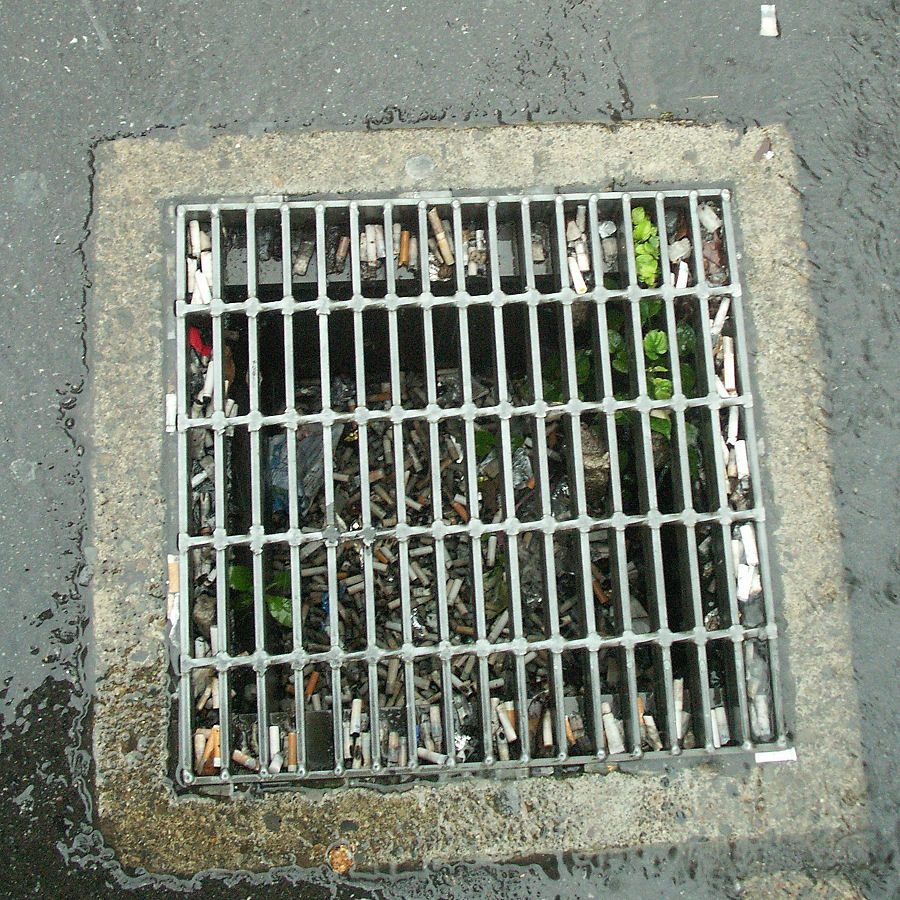
側溝にポイ捨てされた紙巻きたばこの吸殻

### ごみとしての紙巻きたばこ
札幌市では、紙巻きたばこの吸殻の投げ捨てに対して罰金1000円を課す「ポイ捨て等防止条例」を導入したところ、歩きたばこをする人が9割近く減ったことが市の追跡調査でわかり、過料が紙巻きたばこのポイ捨て防止に効果のあることが明らかになった。
なお、路面、側溝、水路等へのごみの投棄はもとより軽犯罪法で禁じられている。

### 火災とたばこ
2003年版消防白書によると、建物火災の10.6%、林野火災の14.7%がたばこが原因であり、放火に次ぐ主な出火原因となっている。たばこ火災のうち57.8%が紙巻きたばこの投げ捨て、18.7%が火源の転倒、落下（寝たばこなど）によるものである。

### 歩行喫煙
歩行喫煙は、周囲に煙を浴びせることで生理的嫌悪感を与え、また、非喫煙者にとって目や喉に肉体的な苦痛を与える。とくに、喉の弱い人（喘息や気管支炎の人）は、希望しない煙の吸引により病気を負うことが少なくない。また、歩行喫煙の紙巻きたばこの火が、他の歩行者等の人体、衣服等を焦がす等の問題も指摘されている。紙巻きたばこでの歩行喫煙は、小さな子供等の顔面近くの高さで前後に振られながら移動しており、これが子供に傷害を負わせたり失明させることがある。こうした問題に対して日本たばこ産業では、喫煙のマナー向上の広告をたばこ自動販売機や電車の中吊り広告等に掲示している。
歩きたばこは現代の日本では厳しく罰せられる場所も多く、喫煙者の意識が重要であるが、喫煙所の減少に伴い、歩きたばこをする者も未だに減少していない。

## 日本のたばこ行政
日本ではたばこ事業を管轄しているのは、厚生労働省ではなく、財務省である。日本国外では、たばこは人体に影響を与える「薬品」であるとして衛生医薬品を管理する省庁が管理している。
また財務省は、日本唯一のたばこ製造メーカーである日本たばこ産業 (JT) の筆頭株主たることが「日本たばこ産業株式会社法」によって義務付けられている。これはたばこが課税物資（たばこ税によっての税収元）と捉えられ、たばこ特別税による『旧日本国有鉄道の事業で生じた国鉄清算事業団の債務返還・林野庁による国有林野事業特別会計の森林育成事業』に充てがわれている面もある。更にたばこ事業法のように、たばこ税収の規模を鑑みてのたばこ産業の健全な発展を目的（同法第1条）とした法律もある。
一方、健康面の法令においては、従来の二十歳未満ノ者ノ喫煙ノ禁止ニ関スル法律などに加え、受動喫煙について施設管理に対して必要な対策を講ずる、という訓示規定『努力義務』に留める健康増進法（第25条・罰則なし）などの、喫煙に関する法令があり、地方公共団体では受動喫煙防止条例のような公共施設での喫煙規制に関する条例及び行政活動が行われているが、その一方で道府県たばこ税や市町村たばこ税の地方たばこ税税収を受け取り、地方財政の貴重な自主財源となっている。またたばこ警告表示の管理に当たっているのも財務省である。

### 喫煙防止の取り組み
国民の健康上、厚生労働省は幅広く喫煙対策に取り組んでいる。財務省は、日本たばこ産業 (JT) および特定販売業者のたばこ製品パッケージへの注意文言表示の指導、たばこ広告の規制強化等に取り組んでいる。文部科学省は健康の問題、道徳の問題、公序良俗の問題として学校向けに飲酒リスクと共に喫煙リスク教育を指導し、人事院は公務員の健康と快適な公務職場環境のための喫煙対策等、国土交通省は交通機関に関する喫煙規制等、環境省は喫煙による気道粘膜損傷の問題から禁煙指導等をしている。内閣官房と内閣府は政府インターネットテレビで国民にたばこの健康被害を注意喚起している。内閣府はまた政府広報オンラインでたばこ煙の発ガン性等の有害性、受動喫煙防止等を告知している。
平成24年（2012年）、警察署の留置施設は国家公安委員会関係刑事収容施設及び被収容者等の処遇に関する法律施行規則第5条第3号において所定の手続きによりたばこの使用・摂取ができるようになっているが、東京都の警視庁は受動喫煙の影響や社会情勢を鑑みて警視庁の全ての留置施設を都道府県警察で初の全面禁煙にした。

### 厚生省・厚生労働省
厚生省・厚生労働省は、喫煙について「法的に認められた合法的嗜好である」と見解を示しており、成人個々人の喫煙について容認している。
昭和39年（1964年）は、厚生省による喫煙対策の最初期であり、厚生省「喫煙と肺がんに関する会議」、厚生省児童局長による知事・指定都市市長宛て通達「児童の喫煙禁止に関する啓発指導の強化について」、厚生省公衆衛生局長による知事・指定都市市長宛て通達「喫煙の健康におよぼす害について」（たばこと肺ガンの関係に関するもの）がなされた。
昭和62年（1987年）、厚生省公衆衛生審議会により「喫煙と健康問題に関する報告書」が作成され、斎藤十朗厚生大臣に意見が具申（詳細な申し述べ）された。通称「たばこ白書」という。この報告書により国は喫煙と受動喫煙の有害性を明らかにした。報告書は平成5年（1993年）に改正され、平成14年（2002年）の改正では「喫煙と健康問題に関する検討会報告書」となった。これらは『喫煙と健康 喫煙と健康問題に関する報告書』、『新版 喫煙と健康 喫煙と健康問題に関する検討会報告書』として市販された。
厚生省は、平成12年（2000年）、「健康日本21」（21世紀における国民健康づくり運動）を策定し、未成年の喫煙防止、受動喫煙防止、禁煙支援などの対策が盛り込まれ、各地方自治体に通達された。
健康日本21に続いて、平成25年度（2013年度）からは次期「国民健康づくり運動プラン」（次期「健康日本21」）が準備され、厚生労働省の専門委員会は、成人喫煙率低下、妊婦の喫煙率0%、受動喫煙機会を行政機関・医療機関・職場で0%、等を目標とした素案を作成している。
また、がん対策基本法に基づき、平成19年（2007年）に「がん対策推進基本計画」を策定して、がん予防のため喫煙の健康影響の普及啓発、受動喫煙対策、禁煙支援などを施策とし、次期「がん対策推進基本計画」は次期「国民健康づくり運動プラン」同様、喫煙率低減の目標値を設定している。
嫌煙家として有名な小宮山洋子が厚生労働大臣に就任した際には、突如「たばこ税の増税」を記者会見で発言したため、財務大臣安住淳が「厚労省の越権行為で、たばこ所管は財務省である」と、不快感を露わにし、野田内閣の閣内不一致が露呈した。
厚生労働省は2014年（平成26年）6月25日に、労働安全衛生法の改正法が公布され、事業主は従業員の受動喫煙防止の『努力義務』（罰則規定無し）が課されることになったが、完全義務化は自民党の反対により断念された。この改正法は、2015年（平成27年）6月1日から施行された。
2017年（平成29年）には、飲食店での原則禁煙や違反して喫煙した者への30万円以下の過料などを盛り込んだ健康増進法改正案を国会に提出する見込みである。

### 大蔵省・財務省
明治以来、日本専売公社から昭和60年（1985年）の日本たばこ産業 (JT) 発足まで続いた、たばこの専売制は旧大蔵省、現在は財務省と国税庁の管轄であり、日本たばこ産業は大蔵省からの事業独立後も大蔵省、後に財務省の影響下に置かれている。
明治31年（1898年）に大蔵省外局として葉たばこ専売の専売局を設置、明治36年（1904年）にたばこ製造・販売の煙草専売局に改組。台湾に台湾総督府専売局を設置、朝鮮半島に朝鮮総督府専売局を設置、再編等を経て、昭和24年（1949年）に日本専売公社が専売局の職員・専売事業等を継承して、専売局から改組された。日本専売公社法によると、大蔵省に専売事業審議会が置かれ、大蔵大臣に任命された委員は公社の業務に関する大蔵大臣の諮問に応じることになり、公社総裁・監事は、審議会の推薦で大蔵大臣が任命、公社は大蔵大臣が監督することになった。
専売公社が民営化された日本たばこ産業株式会社においては、日本たばこ産業株式会社法とたばこ事業法に基づき大蔵大臣が同社を監督することになり、大蔵大臣は会社の設立にあたって設立委員を命じて発起人とさせることになった。株式は発行済み株式総数の「2分の1以上」を、後の改正後は「設立時2分の1以上3分の1を超える数」、更に後の改正で「3分の1を超える数」を政府が保有することになり、日本国政府として株式を保有する財務大臣（旧大蔵大臣）の保有総数は、平成23年（2011年）末現在、500万1340株で発行済み株式総数1000万株の50.1%である。平成24年度（2012年度）中に、保有株は一部売却される予定である。日本たばこ産業側は設立以来、完全民営化を望んでいる。会社設立時は政府が発行済み株式総数200万株の全株を保有した。
日本たばこ産業 (JT) の経営陣は旧大蔵省からの起用が見られる。JTが公表するところでは平成23年（2011年）10月1日現在のJT取締役会長涌井洋治、代表取締役副社長武田宗高、常勤監査役立石久雄は旧大蔵省出身である。その他、長岡實初代社長（元大蔵事務次官）、小川是元会長（元国税庁長官、元大蔵事務次官）、堀田隆夫元副社長（元大蔵省造幣局長）、水野繁元社長（元大蔵省証券局長、元国税庁長官）、水野勝元社長（元大蔵省主税局長、元国税庁長官）など。旧専売公社の人事では大蔵省・国税庁、または民間から役員に起用し、JTになってからも民間人または内部昇格の起用がある。平成24年（2012年）6月に会長木村宏・社長小泉光臣ともに内部昇格により起用され、大蔵省（財務省）出身でない「プロパー会長・社長」が揃ったのは、民営化後初である。
大蔵省から財務省への再編後、財務省内部部局の理財局の総務課に「たばこ塩事業室」がある。平成11年（1999年）の財務省設置法、平成12年（2000年）の財務省組織令等に基づいて平成13年（2001年）に制定された財務省組織規則によると、たばこ塩事業室の事務は、
1. たばこ事業及び塩事業の発達、改善及び調整に関すること
2. 日本たばこ産業株式会社の行う業務に関すること
3. 独立行政法人農業・食品産業技術総合研究機構の行う業務に関すること（国税庁の所掌に属するものを除く。）
4. 財政制度等審議会たばこ事業等分科会の庶務に関すること

である。
財政制度等審議会は「たばこ事業及び塩事業に関する重要事項」（財務省設置法第7条第1項第1号ニ）等の事務をつかさどる。地方では財務局理財部理財課、財務事務所財務課等が「たばこ事業及び塩事業の発達、改善及び調整に関すること」を所掌し、税関が「製造たばこの特定販売業」を監督し、財務省外局の国税庁がたばこ税等を所掌する。
財務省所管特殊会社の日本たばこ産業株式会社 (JT) の他、財務省所管の団体は、全国たばこ耕作組合中央会、日本たばこ協会、日本葉たばこ技術開発協会、葉たばこ生産近代化財団等がある。

## たばこと政治
喫煙に関する国会議員の活動には禁煙推進議員連盟、たばこと健康を考える議員連盟などがあり、族議員ではかつてたばこ族議員、その後はJT族議員が相当数存在している。地方議員の活動では全国禁煙推進地方議員連絡会がある。政党の活動では民主党たばこ産業政策議員連盟、自民党たばこ特別委員会、公明党がん対策推進本部などがある。

### たばこ族議員
自民党には、かつてたばこ族議員が存在し、葉たばこ農家や販売店組合が議員を支援していた。代表的な議員は松岡利勝、大島理森、藤井裕久、渡部恒三、小沢一郎ら。元JT幹部によれば、JT社長の諮問機関でJTが開催する葉たばこ価格決定の「葉たばこ審議会」に自民党の議員が大勢でやって来て、価格はほとんど据え置きの状態であった。たばこ族議員はやがて葉たばこ農家の減少、政権交代などとともに後退した。平成23年（2011年）現在、自民党本部は本部内禁煙の方向に動いている。

### JT族議員
たばこ族議員が後退すると進出したのがJT族議員である。JT族議員の大物千葉景子は全日本たばこ産業労働組合（JT労組）の顧問を勤め、JT労組は千葉を強力に支援し、JT労組は千葉同様に福山哲郎にも強力な支援をしている。JT労組は旧社会党グループと親密であり、千葉はその流れにある。千葉はJT労組と政策協定を結んだり、横路孝弘らとともにたばこ特別税に反対した。禁煙時流の日本にあって、平成22年（2010年）に大幅なたばこ増税が行われ、千葉が2010年の参院選に落選したことに、JTは危機感を持っている。

### たばこ産業政策議員連盟
たばこ産業政策議員連盟は民主党内の議員連盟であり、2010年現在約140人が所属しているが、昨今の日本の禁煙時流ではイメージダウンにつながるため名簿は原則非公開にしているという。議連には松下政経塾出身者もいる。役員は労組系・旧社会党グループが中心である。2010年現在、顧問は羽田孜と渡部恒三で、彼ら二人はかつてのたばこ族議員である。会長は鉢呂吉雄、副会長は松本龍、事務局長は城島光力。しかしながら彼らにはたばこ族議員が有していた政治力はない。2018年2月28日に超党派の議員連盟として新たに設立。所属議員は2019年12月2日現在で72名である。

### 自由民主党たばこ議員連盟
自由民主党たばこ議員連盟（会長＝野田毅・前党税制調査会長）は、2017年3月7日、臨時総会を開き、受動喫煙の防止を目的とした厚生労働省の法案について、「生計の基盤を損なわれてしまいかねない関係者が多い」「このまま通すわけにはいかない」として、対案を公表した。対案では、基本理念として、「喫煙を愉しむこと」「受動喫煙を受けたくないこと」はともに国民の権利だとし、小中高校や病院でも喫煙専用室を認めるなど分煙を推進することとしている。

## マスメディア
平成20年（2008年）現在では、日本の既存マスメディアは喫煙や日本たばこ産業 (JT) の問題に関する取り組みが消極的である。フジテレビ系シンクタンク所長等を歴任した青山貞一（現環境総合研究所代表取締役）はそのように指摘する。青山によるとそれはJTがマスメディアの一大スポンサーであることと関係している。日本のマスメディアは、テレビ・新聞の大スポンサーとなっている電力会社、自動車会社、JTなどに対しては追求しづらいのである。
芸能界はテレビ局内、スタジオ、撮影所などで喫煙可能な場所が多くあり、スタッフも含めて喫煙者が多いというのが平成22年（2010年）現在の状況のようである。しかしながら日本のテレビ業界では、成人の芸能人であってもたばこを喫煙する姿を放送するのは問題があるという声が挙がっている。漫画・テレビアニメの『NANA』は、登場人物が未成年である上、至る所で喫煙し、喫煙場面も多く、平成18年（2006年）に作者・出版社・テレビ局等の関係者に対して、特定非営利活動法人日本禁煙学会から「薬害エイズ (AIDS) 問題よりも悪質な構図」と強く抗議する文書が提出され、関係者は真摯に受け止める旨を回答した。

## 健康問題への政策的対応

### 吸いすぎ注意表示
日本専売公社は昭和32年（1957年）、欧米で注目され始めた喫煙と肺ガンの関係に関する研究を開始した。昭和42年（1967年）、公社はたばこ煙のニコチン・タールの量を初めて発表した。昭和45年（1970年）、福田赳夫大蔵大臣が専売事業審議会に「喫煙と健康の問題に関連する日本専売公社の業務の運営について」の諮問をし、昭和47年（1972年）、水田三喜男大蔵大臣が公社に吸いすぎ注意表示等を指示、公社は注意表示品を販売し始めた。
厚生省は昭和39年（1964年）、『喫煙と健康: 米国公衆衛生総監諮問委員会報告書』を受けて「喫煙と肺がんに関する会議」を行い、「児童の喫煙禁止に関する啓発指導の強化について」「喫煙の健康におよぼす害について」（たばこと肺ガンの関係に関するもの）を各地方自治体に通達した。その後同省では喫煙と健康問題に関する会議、調査、研究等を行っている。

### たばこ事業法
日本たばこ産業 (JT) 発足に向け整備されたたばこ事業法は昭和59年（1984年）法案提出当時、日本において既にたばこの有害性が問題となる中、「国民経済の健全な発展」等を目的（たばこ事業法第1条）として成立した。法案提出の趣旨説明を求められた竹下登大蔵大臣は「我が国たばこ産業の健全な発展を図り、もって財政収入の安定的確保及び国民経済の健全な発展に資するため、新たにたばこ事業法を制定することとした次第であります」と、たばこ事業法第1条に則した説明をし、喫煙と健康問題への質問には「喫煙と健康問題は新会社にとってゆるがせにできない問題」「新会社としても、当然この問題に対して積極的に取り組むべき」「引き続き十分新会社を指導してまいりたい」と回答。渡部恒三厚生大臣は喫煙の健康影響を「厚生省としても、従来より調査研究に鋭意取り組んできております。今後とも一層の推進を図ってまいる所存」であり、健康問題への新会社日本たばこ産業の取り組みは「厚生省としても、国民の健康を守る立場から深い関心を持っており、必要があれば所管省と相談してまいりたい」。

### 健康増進法
健康増進法は平成14年（2002年）に制定、平成15年（2003年）に施行され、受動喫煙防止の努力義務（ただし、罰則規定なし）が法律で明文化された。該当条文は第25条（「受動喫煙の防止」）である。
対象となる施設、防止措置方は 厚生労働省・受動喫煙防止対策について により示している。この法律が施行されたことにより、様々な施設で禁煙・分煙が進み始めた。国立がん研究センターが平成17年（2005年）の調査を用いて発表した推計では、肺ガンと虚血性心疾患の2つの疾患に関して受動喫煙を原因として死亡する日本国民は年間約6800人である。同年、特定非営利活動法人日本禁煙学会の専門委員会は受動喫煙による疾患として「受動喫煙症」を定義し、平成18年（2006年）の日本禁煙推進医師歯科医師連盟総会・日本禁煙学会のシンポジウム「受動喫煙症の分類と診断基準」では、日本における受動喫煙死亡者数は推計で年間2万人を超えると作田学座長が述べている。

### たばこ規制枠組条約
国際的には平成15年（2003年）に世界保健機関 (WHO) の世界保健総会でたばこの規制に関する世界保健機関枠組条約（たばこ規制枠組条約; FCTC）が採択され、日本は平成16年（2004年）に条約を受諾、日本においても締約国として平成17年（2005年）2月27日より条約の効力が発生することとなった。

### がん対策基本法
平成18年（2006年）、がん対策基本法が国会で成立し、平成19年（2007年）に施行された。この法律により国民はガン予防の責務を有し（第6条「国民の責務」）、国と地方公共団体はガン予防の推進を担う（第12条「がんの予防の推進」）。
東京大学、大阪大学などが国際医学誌『プロスメディシン』に発表した分析結果によると、平成19年（2007年）の日本では約12万9000人が喫煙を原因として死亡し、主要な内訳は肺ガン、食道ガン、心筋梗塞、脳卒中であった。平成18年度（2006年度）からニコチン依存症の患者は禁煙外来の禁煙治療に保険の適用が可能となった。

### 労働安全衛生法
平成24年（2012年）、社会の変化と労働災害動向に応じて、労働者の受動喫煙防止のため、労働安全衛生法に労働作業場の喫煙禁止措置等を講じた条文を加える改正案（労働安全衛生法の一部を改正する法律案）が国会で審議された。法案提出時における事業者に対する「受動喫煙防止の義務」に関する条文は、努力義務に後退した修正が検討された。その後の修正案で努力義務が削除され、与党と野党は、努力義務削除の修正案で合意し、可決・成立した。

## 日本の喫煙規制
世界的にみると、公共の場所・交通機関等では全面禁煙が進んでいる。日本は先進諸国の中で最も喫煙率が高かったが、2000年3月31日健康日本21において、
1. 喫煙が及ぼす健康影響についての十分な知識の普及
2. 未成年者の喫煙をなくす。
3. 公共の場及び職場における分煙の徹底及び効果の高い分煙に関する知識の普及。
4. 禁煙支援プログラムの普及

が目標設定され、続いて2002年8月2日に健康増進法が公布され、2003年5月1日に施行された事から禁煙に関する運動が活発化し、喫煙率は先進国の平均的レベルまで低下してきている。また、喫煙による周囲への影響や防災上の理由もあり、企業内での禁煙化・分煙化も進んでいる。病院、商店街、公共施設などでは施設内は全面禁煙が原則であるが、例外として別に設けた喫煙所を提供したり、または空調によって喫煙場所からの煙が他に流れないようにするなどの工夫も見られる。
また、企業の火気取扱設備、危険物取扱設備、製造ライン、倉庫、制御室、研究所等は、防火上や品質、機器のメンテナンス（特にOA設備やFA設備が煙を嫌う。）上の理由で当初から全面禁煙である。2005年の朝日新聞による報道によると、一部の企業では社内を全面禁煙にし現役喫煙者を採用選考の対象にしない場合もある。
公共交通機関と病院、クリニック（1970年代に全面禁煙）は最も早く禁煙が進んだ施設の一つである。2005年頃から急速に禁煙化が進んだ。2010年JT発売嗅ぎたばこの機内利用は、吐く息のニコチンが換気が充分にはできない狭い機内の空気環境を悪化させるとして全日本空輸は全面禁止であるが、日本航空は許可としている。
その他の施設では、劇場の舞台や客席・興行場の客席は消防法（及び火災予防条例）や興行場法（及び施行条例）で許可を受けた場所（喫煙所）以外は禁煙とされており、近年ではライブスタジオ内を全面禁煙とたり、プロ野球のナゴヤドームではすでに全面禁煙がされ、喫煙関連の商品の販売も廃止。
中央官庁庁舎は官庁・役所の中で最も禁煙化が遅れているが、厚生労働省は2006年4月より庁舎を全面禁煙化した。
2010年2月25日、厚生労働省は健康増進法に基づき、全国の自治体に、学校、体育館、病院、百貨店、飲食店などの公共的な施設を原則的に全面禁煙とするように求める「健発0225第2号」通知を出した。「分煙」では、たばこ煙の漏洩によって受動喫煙は防げないという理由による。ただし、単なる通知文なので法的強制力も罰則規定もない。また、全面禁煙がきわめて困難な場合には、将来的な全面禁煙を前提にした暫定的な分煙を実施するよう要請した。
2014年6月25日、労働安全衛生法の改正法が公布され、第68条の2で事業主に労働者の受動喫煙防止の努力義務が定められた。この条項は2015年6月1日より施行される。

## 未成年者の喫煙
二十歳未満ノ者ノ喫煙ノ禁止ニ関スル法律によって未成年の喫煙および喫煙機会を与えることは禁止されており、学校教育で禁煙指導しているが、社会の喫煙に対する姿勢によって、防止ができていない。
| 毎日喫煙 ％ | 中1  | 中2  | 中3  | 高1  | 高2  | 高3  |
| ----------- | ---- | ---- | ---- | ---- | ---- | ---- |
| 男          | 0.4% | 1.3% | 2.2% | 4.7% | 8.2% | 13%  |
| 女          | 0.2% | 0.5% | 1.2% | 1.7% | 3.3% | 4.3% |

喫煙の動機は「好奇心」や「何となく」が多く、たばこは自動販売機や小売店で容易に入手している。未成年の喫煙行動は友人、親、兄姉、教師などの喫煙と密接な関係がある。
2010年10月横浜市の調査では中学生の1.5%が常習喫煙者であり、保護者の7割が容認していることを示す。 山田巧教育長は「低年齢での喫煙習慣は、重大な健康被害をもたらすのみならず、少年非行の入り口として健全育成の観点から大きな課題がある」「常習者対象の禁煙指導プログラムを策定し、保護者と共同で禁煙支援の取り組みを推進する」と述べた。
喫煙開始年齢が低いほど依存を形成しやすい傾向がある。また、喫煙開始年齢が低いほど健康に与える影響や後年の発癌率も高いことが知られており、未成年の喫煙防止が大変重要である。
未成年者が喫煙した場合、若ければ若いほどニコチン依存症に陥る可能性が高いばかりでなく、大人以上にタバコから受ける害悪が大きい。

## 禁煙志向における喫煙の諸相
喫煙は健康を奪い、生命に関わり、寿命を縮める。「たばこの喫煙は、緩慢なる（ゆっくりした）自殺行為、緩慢なる他殺行為」ということが現代日本においてもいわれるようになっている。

### 世論調査

#### 恋愛と結婚
平成23年（2011年）に行われた製薬会社ファイザーの「男女の恋愛・結婚における喫煙意識調査」では、20代から40代の女性600人中43.3%（260人/600人）、非喫煙女性300人に限ると74.0%（222人/300人）がたばこを吸わない相手を恋人にしたいと回答し、たばこを吸う相手を恋人にしたいと回答した女性は8.7%（52人/600人）であった。結婚相手に選ぶならたばこを吸わない相手がいいと回答した女性は50.7%（304人/600人）、非喫煙女性では81.3%（244人/300人）がそのように回答した。喫煙男性への印象は、喫煙女性は63.3%（190人/300人）が何とも思わないと回答し、非喫煙女性は71.7%（215人/300人）が「たばこ臭い」「不健康」「かっこ悪い」「時代遅れ」等の否定的回答をした。男性側も女性に喫煙を望んでいない。20代から40代の男性の62.0%（372人/600人）、非喫煙男性に限ると83.7%（251人/300人）がたばこを吸わない相手を恋人にしたいと回答し、たばこを吸う相手を恋人にしたいと回答したのは1.3%（8人/600人）、結婚相手はたばこを吸わない相手がいいと回答した男性は66.3%（398人/600人）、非喫煙男性では86.7%（260人/300人）がそのように回答した。非喫煙男性の77.3%（232人/300人）が喫煙女性に対する印象として「たばこ臭い」「不健康」「かっこ悪い」「時代遅れ」等の否定的回答をした。

#### 父と娘
平成22年（2010年）のファイザーによる「喫煙に関する父娘の意識調査」では、喫煙者の父親を持つ小学生から高校生の娘300人の85.7%（257人）が父親にたばこを吸って欲しくないと回答し、その理由は父親の健康が64.6%（166人/257人）、たばこのにおいが51.8%（133人/257人）、家族の受動喫煙が35.0%（90人/257人）であった。喫煙する父親300人への質問「子どもから禁煙を勧められたら、禁煙に挑戦したいと思いますか?」では、49.7%（149人/300人）の父親が「はい」と回答した。

#### 飲食店
ファイザーは平成20年（2008年）、週に1度以上飲食店を利用する喫煙者と非喫煙者それぞれ400人の合計800人を対象に意識調査を実施した。「これまで、飲食店で他の客のたばこの煙によって不快な思いをしたことがありますか?」、この質問に対して67.3%（538人、うち186人は喫煙者）が「不快な思いをしたことがある」と回答した。その538人への質問「利用した飲食店でたばこの煙で不快な思いをした場合、その店を次回も利用すると思いますか?」の回答は、「利用する」が22.3%（120人）であった。538人は「食事中にたばこの煙で不快な思いをした時に、喫煙者に対してどのような行動をとりますか?」の質問に、81.8%（440人）が「吸うのをやめてほしいと言いたいが、我慢する」と回答し、7.1%（38人）が「吸うのをやめてほしいとはっきり言う」と回答した。800人全員への質問「受動喫煙を防止するために、飲食店でたばこが吸えないように法律で規制することについて、どのように思いますか?」の回答は、非喫煙者400人の76.3%（305人）が賛成、喫煙者400人は4人に1人が賛成であった。800人全員への質問「喫煙席・禁煙席について、飲食店がどの程度の対策を取るべきだと思いますか?」の回答は、64.5%（516人）が「分煙にする」、25.3%（202人）が「終日全席禁煙にする」、5.9%（47人）が「全席禁煙タイムを設ける」であった。
平成22年（2010年）の日本経済新聞クイックサーベイ（20歳以上の1032人への調査）によると、「大勢の人が集まる場所は原則 全面禁煙にすることをどう思う?」の質問に53%が「賛成」、28%が「どちらかといえば賛成」と回答し、最も多く選択された賛成理由は「たばこの煙やにおいに迷惑していた」、次点は「健康被害を減らせる」であり、喫煙者が多いことが原因で足が遠のいている場所はどこかという非喫煙者への質問の回答は「居酒屋」が最も多く、次点は「喫茶店」であった。

### 地方自治体
厚生労働省からの通達等により推進されている喫煙対策にあって、神奈川県は平成22年（2010年）4月1日、全都道府県で初めての受動喫煙防止条例となる神奈川県公共的施設における受動喫煙防止条例を施行し、続いて兵庫県が受動喫煙の防止等に関する条例を平成24年（2012年）3月21日に公布した。大分県では平成16年（2004年）に美しく快適な大分県づくり条例が施行され、ポイ捨て防止のため歩行喫煙は慎むように定められている。
市区町村の単位においても路上喫煙禁止条例、ポイ捨て禁止条例等が各地で実施されている。

### 企業
平成14年（2002年）、ファルマシア（現ファイザー）は東京と大阪の上場企業200社に「オフィスの禁煙状況」の意識調査を実施した。その結果、65.0%が「分煙」、22.5%が「全面禁煙」、4.0%が「時間別」の禁煙措置であった。主な理由は、21.3%が「世の中の流れ」、13.1%が「社内環境の変化」、12.6%が「社員の健康のため」、11.5%が「社内の意見」であった。オフィスの喫煙に関する規定が導入された時期は、平成9年（1997年）頃から平成12年（2000年）頃が回答の62.3%、平成4年（1992年）頃またはそれより以前と回答したのは23%であった。
平成21年（2009年）、ジョンソン・エンド・ジョンソンは企業の社長・役員500人に「禁煙と企業経営」の意識調査を実施した。「企業の『喫煙対策』には、賛成ですか?」の問いの回答は54.6%が「賛成」、23.4%が「どちらかといえば賛成」。喫煙対策の取り組みは、16.2%が「勤務時間中は社屋内外及び外出先等、どこにいても全面禁煙」、10.2%が「社屋内外ともに全面禁煙」、35.2%が「社内では禁煙スペースと喫煙スペースが完全に分かれた分煙」、15.4%が「禁煙スペースと喫煙スペースがあるが、完全に分煙されていない」、18.6%が「どこでも喫煙可能」。喫煙のリスクとして最もよく知っていることは「従業員の健康への被害」で84.4%。「たばこを吸っている社員は、企業に悪影響をもたらすと思いますか?」の問いの回答は、15.0%が「悪影響を与えていると思う」、31.8%が「多少は悪影響を与えていると思う」、47.4%が「どちらともいえない」、2.2%が「多少良い影響をもたらしていると思う」、0.6%が「良い影響をもたらしていると思う」。法制度による企業の喫煙対策義務化には、29.2%が「賛成」、22.0%が「どちらかといえば賛成」、18.8%が「どちらでもよい」、13.6%が「どちらかといえば反対」、14.8%が「反対」であった。

#### 非喫煙者の採用へ
平成21年（2009年）のジョンソン・エンド・ジョンソンによる企業の社長・役員500人への「禁煙と企業経営」の意識調査では、喫煙者の雇用について、56.8%が「特に気にしない」、28.4%が「できれば雇いたくない」、11.6%が「雇いたくない」、0.8%が「どちらかといえば雇いたい」、0.6%が「積極的に雇いたい」と回答している。
平成23年（2011年）、がん対策情報センター室長山本精一郎が代表を務める研究班の主催で開催されたシンポジウム「就活と喫煙にまつわる不都合な真実」で、「たばこと就職に関する企業意識調査」が発表された。調査の対象は企業の人事担当者で、有効回答者838人の業種は多様で広範囲にわたるものであった。「Q3 新社会人の喫煙に対してどのような印象がありますか?」は、25.2%が「好感が持てない」、30.7%が「どちらかといえば好感が持てない」。「Q4 新卒採用の際に、喫煙が採用に影響する可能性はありますか?」は、今までの採用に関しては10.4%が「影響した可能性がある」、19.6%が「少しは影響した可能性がある」、今後の採用に関しては15.6%が「影響する可能性がある」、33.1%が「少しは影響する可能性がある」。既に喫煙の有無を採用基準にしている企業は3.7%、検討している企業は14.3%、その他の企業では半数以上が今後「非喫煙者」であることを採用基準にすることに前向きな回答をした。

### パチンコ業界
パチンコ・チェーンストア協会 (PCSA) は平成22年（2010年）に全国のホールに完全分煙化を呼びかけた。神奈川県遊技場協同組合は神奈川県の受動喫煙防止条例に合わせて、ホール店舗入り口用に禁煙、喫煙、分煙の標示板を作成した。大手マルハンは平成24年（2012年）、1000台超の大型店舗を全席禁煙（喫煙ルーム複数有り）で大阪なんばに開店した。パチンコの市場規模自体は縮小している。

### 麻雀業界
日本プロ麻雀連盟は平成19年（2007年）第24期リーグ戦から全ての公式対局で全面禁煙にし、観戦中の喫煙も禁止である。井出洋介プロらが提唱する、喫煙、飲酒、賭博をしないで公序良俗を守る健全な麻雀を楽しむ「健康マージャン」（健康麻将）も日本全国で普及しつつある。

### 大学
日本の大学では平成15年（2003年）の健康増進法施行以来、禁煙の大学が増加している。平成14年度（2002年度）の段階で10校が敷地内禁煙（うち大垣女子短期大学は学内外全面禁煙）、平成15年度（2003年度）には23校で敷地内禁煙となった。平成22年度（2010年度）の段階で107校、平成24年（2012年）3月時点では予定を含め136校の大学と23校の短期大学が敷地内禁煙、キャンパス・学部別では194か所（大学が171か所、短期大学が23か所）となっている。
受験段階から禁煙指導等を行う大学、入学時に禁煙の誓約書類等を提出する大学、在学生が喫煙すると懲戒処分になる大学もある。愛知きわみ看護短期大学は平成16年（2004年）の創立から敷地内禁煙であり、平成20年度（2008年度）入学から出願書類に「たばこを吸わない」と記入するようになっている。北海道薬科大学は平成18年（2006年）から敷地内禁煙であり、平成21年度（2009年度）入学から出願資格要件に「医療関係者として将来にわたり吸わないと確約できる者」が入り、在学生は喫煙により訓告処分等を受ける。崇城大学薬学部は平成23年度（2011年度）から入学者を非喫煙者に限定することを募集要項で案内している。中部学院大学は平成18年（2006年）から敷地内・駐車場・周辺地域が禁煙であり、平成20年度（2008年度）から入学者は禁煙誓約書を提出する。山野美容芸術短期大学は平成17年（2005年）から敷地内および周辺地域と通学途中が禁煙であり、喫煙による懲戒処分がある。大学当局は、未成年喫煙が違法であること、接客業の美容師は禁煙するべきであることを在学生向けに通達している。平成18年（2006年）から敷地内禁煙の神戸女学院大学では新入生が喫煙禁止の誓約書を提出している。名古屋女子大学・名古屋女子大学短期大学部は平成15年（2003年）から敷地内禁煙となり、平成16年度（2004年度）から新入生に禁煙の誓約書提出義務があり教職員の採用については「非喫煙者」と明記する。
その他、原則禁煙の大学では京都大学が平成18年（2006年）時点で「建物内の公の場での喫煙は、現在はほぼ禁止」（医学部は既に全面禁煙）、平成20年（2008年）4月1日に吉田キャンパスと桂キャンパスが屋外全面禁煙になり（宇治キャンパス等はこれより前から全面禁煙）、各部局による指定喫煙場所を除く全学禁煙を達成した。東京大学は平成20年（2008年）4月1日より「キャンパス内原則禁煙（指定喫煙場所を除く）」。

## 法

### たばこ事業法第1条
たばこ事業法第1条には、
となっており、耕作、製造、販売、課税が法的に裏付けされている。喫煙行為について記載はない。合法的な販売に付随する合法行為とされるにすぎず、法益の権利ではないので、自身の責任と施設の管理者により時間、場所、他者への影響に応じて喫煙行為に制限を要す。喫煙行為に伴い生じる受動喫煙をさせない責務を怠った場合は、民法の不法行為責任を適用する判決がある。

### 日本国憲法

#### 第12条
日本国憲法第12条によれば、「自由及び権利」は「公共の福祉」のために利用するものであり、濫用してはならない。

#### 第13条
日本国憲法において包括的な自由権は、日本国憲法第13条の規定である。その条文によれば、「公共の福祉」が実現されなければ、その自由の権利は尊重されない。国民の自由と幸福追求権|は、「公共の福祉」を脅かすことは認められない。国民の生命は最大の尊重をしなければならない。
「公共の福祉」に関する喫煙者と非喫煙者の権利の衝突において、喫煙の自由による喫煙者のたばこ煙を伴う呼気および空気は非喫煙者の健康を害するが、非喫煙の自由による非喫煙者のたばこ煙が伴わない呼気および空気は喫煙者の健康を害しないのであり、個別の法令では健康増進法、地方自治体の受動喫煙防止条例等が施行されている。

#### 第25条
生存権を規定する日本国憲法第25条によると、国民には「健康」の権利があり、国・自治体は全ての生活部面で社会福祉、社会保障、公衆衛生の向上と増進（健康増進）に努める義務がある。近年、喫煙の健康被害と、喫煙行為に由来する有害化学物質による生理的健康被害が科学的に明らかとなったので、国民の喫煙率の削減と、受動喫煙のないことをめざし、健康日本21において「「たばこのない社会」という社会通念を確立する」という表現で国民の合意が得られる状況に至った。

#### 第31条
日本国憲法第31条によると、法的手続きを経ずに生命を奪うことはできないが、自由もまた法的手続きを経ずに奪うことはできない。

### たばこ以外の喫煙
たばこ以外の薬物・ゲートウェイドラッグ、例えば大麻の喫煙は、大麻取締法で免許のない者は喫煙以前に所持等が禁止され、免許のある大麻取扱者の大麻使用方法は研究等の用途に限られている。また、かつて販売されていた大日本住友製薬のヒロポンや武田薬品工業のゼドリンのように、一般流通していたものが法的に制限（覚醒剤取締法）された事例もある。

### 各法令における喫煙の自由の制限
日本における喫煙の権利、喫煙の自由は個別の法令により制限されている。20歳未満の者は二十歳未満ノ者ノ喫煙ノ禁止ニ関スル法律（成人年齢改正前は未成年者喫煙禁止法）第1条（「二十歳未満ノ者ハ煙草ヲ喫スルコトヲ得ス」）により全面的に喫煙の自由が制限され、全年齢では軌道運輸規程第7条（「喫煙ヲ為スヘカラス」）、旅客自動車運送事業運輸規則第53条第6号（「次に掲げる行為をしてはならない: 六 禁煙の表示のある自動車内で喫煙すること」）、消防法第3条第1項第1号（「命ずることができる: 一 喫煙...の禁止」）および第23条（「喫煙の制限をすることができる」）、地方自治体による路上喫煙禁止条例、等で制限されている。

## 裁判

### 健康被害を被った訴えの敗訴
国やJT、その他の企業等を相手取る訴訟がしばしば起きている。平成10年（1998年）の能動的喫煙者によるたばこ病訴訟、昭和55年（1980年）の非喫煙者による嫌煙権訴訟、平成16年（2004年）の禁煙タクシー訴訟のような受動喫煙による裁判もある。
平成17年（2005年）に横浜地方裁判所で開始した「タバコ病をなくす横浜裁判」（上告中）は、共同通信社、毎日新聞社のニュースサイト、日本経済新聞社のニュースサイト等の報道の他、AP通信社が配信、CNNが放送し、ジャパンタイムズ紙、アル＝ジャジーラ社のニュースサイト等に掲載された。「タバコ病をなくす横浜裁判」の原告は、東京高等裁判所の控訴審においてたばこの違法性を主張し、憲法違反、商法第266条、国家賠償法第1条等に基づいてJT等を訴え、平成24年（2012年）3月に棄却されて敗訴、同月、最高裁判所に上告した。

### 喫煙の自由の敗訴
喫煙の自由に関する違憲訴訟としては、昭和45年（1970年）、監獄での喫煙の自由は制限されると最高裁判所が判断し、原告が敗訴した在監者喫煙権訴訟がある。昭和38年（1963年）、公職選挙法違反容疑で逮捕された原告は刑務所に移監されるとたばこを没収され、在監中のたばこの所持および喫煙は許されなかった。原告は精神的苦痛により国家賠償を請求して1審の敗訴および1審を支持した2審の敗訴を経て最高裁判所へ上告した。最高裁判所への上告において原告は在監者の喫煙を禁止した監獄法施行規則第96条（「在監者ニハ酒類又ハ煙草ヲ用ウルコトヲ許サス」）は、未決勾留者に対する自由と幸福追求に関する基本的人権の侵害であり日本国憲法第13条に違反すると訴えた。昭和45年（1970年）9月16日に最高裁判所大法廷は裁判官全員一致で上告を棄却した。

### 葉煙草一厘事件
検察による起訴では明治42年（1909年）に農民が葉たばこを納入せずに喫煙した葉煙草一厘事件の裁判がある。

## 言説の交錯
日本口腔衛生学会、日本口腔外科学会、日本公衆衛生学会、日本呼吸器学会、日本産科婦人科学会、日本循環器学会、日本小児科学会、日本心臓病学会、日本肺癌学会の9学会では、喫煙によるニコチン中毒者は喫煙病（依存症＋喫煙関連疾患）として、患者と呼んでいる。
大麻は毒性も依存性もたばこなどより低く、そのためたばこの喫煙リスクを「自己責任」で認めるなら、同じ理由で大麻も合法化すべきであると、池田信夫は、大麻の合法性と喫煙リスクの自己責任について語っている。

### 喫煙の有害性を主張する識者
嫌煙権訴訟を扱った弁護士の伊佐山芳郎によれば、世界各国のたばこと健康に関わる分野の専門家は、喫煙病（喫煙、肺がん、喉頭がん、肺気腫）などの因果関係を疑問の余地なく肯定している。また、伊佐山は「喫煙か健康か世界会議」や「国際消費者機構」といった国際会議では、世界各国から権威ある医師・医学者、また医療現場の技術者等が集まるが、喫煙とたばこ関連疾患との因果関係はまだ明らかでないといった議論は皆無である、としている。

### 喫煙の有害性に疑問を投げかける識者
一方、喫煙での健康の有害性についてによる根強い異論もある。日本では養老孟司や小谷野敦、室井尚、三石巌、すぎやまこういち、名取春彦、上杉正幸などが過度な禁煙運動に異論を唱えている。物理学者の三石は、「医学常識は科学の非常識」と述べ、哲学者の室井は「喫煙の有害性」が科学的に証明されたことは無い、と断言している。また、嫌煙団体が持ち出した「喫煙を続けると肺が真っ黒になる」ことは新陳代謝上有り得ず、むしろ嫌煙団体が自分達の主義主張で禁煙を推し進める為に、写真を捏造したと指摘している。そして、最初に「喫煙＝悪」ありきで、自分達の都合の良いデータだけを収集し、それをドグマとしている、と主張している。
ニコチンの身体依存性はきわめて弱く、それに基づく精神依存の増強は認められないとする主張がある。
東京大学名誉教授で医師・解剖学者の養老孟司は文藝春秋2007年10月号にて、「『肺がんの原因がたばこである』と医学的に証明出来たらノーベル賞もの」と述べており、がんは根本的には遺伝的な病気であり、医学論文は意図的に数字を選んで結論を導き出すものだから、絶対的な信用はおけないと医者は嫌というほど分かっている、と述べている。同年9月13日、日本禁煙学会はこの発言について、養老孟司及び山崎正和に公開質問状を送った。質問状では、肺ガンの主な原因が喫煙ではないという根拠は何か、受動喫煙には害がないという根拠は何か、等について訊いている。しかし養老と山崎から返事はなく、日本禁煙学会は同年10月30日に催促状を送った。一方の養老の所属事務所によれば「これまでも反対される方へ、反論のコメントを出すということはなく、質問状が手元に届いても見ずに捨ててしまうだろう」とのことだった。
2008年6月2日、「たばこは肺ガンの原因ではない」という記事が、『日経ビジネス』に掲載された。執筆者は脳研究者の池谷裕二である。この記事によれば、たばこが肺 がんの原因ではない可能性があるという。肺がんに関し世界の3つの研究グループがそれぞれ独自に調査を行い、すべてのグループともに第15染色体上の同じ 遺伝子による影響が大きいことを発表している。実験データによれば、この遺伝子が人によってわずかに違い、どのタイプの遺伝子を持つかは親から譲り受ける ことで決定されニコチン受容体を持った人は肺ガンになりやすいと結論づけている。deCODEジェネティス社のステファンソン博士らは「危険遺伝子を持っ ている人は、ニコチン耽溺に陥りやすく、たばこを常用し肺ガンになる」としている。一方残りの2つの研究グループは、この結論に反対し「たばこと肺ガンは無関係だ」 としている。国際癌研究機関のブレナン博士らのデータによれば、たばこを吸わない人でも危険遺伝子を持っている人がお り、非喫煙者についても遺伝子を大規模に調べたところ、「タバコを吸わなくても、危険遺伝子を持ってさえいれば、肺ガン発生率が高い」と結論づけていると いう。『日経ビジネス』の記事よりおよそ二ヶ月前、4月3日に、Natureには喫煙とガンの関係についての記事が二つ同時に掲載されていた。『日経ビジネス』の記事で言及されたアイスランドのdeCODEジェネティス社のステファンソン博士らの研究結果の記事と、国際がん研究機関のブレナン博士らの研究結果の記事である。

### 受動喫煙者への影響
日本医師会によると、（空間による希釈を考えなければ）副流煙に含まれる有害物質は、（喫煙者が吸う）主流煙の数倍から数十倍多いとされている。
一方、養老孟司は、受動喫煙の危険性は問題外であり、低温で不完全燃焼するたばこから発生するので有害というのは科学的根拠はないと批判した。
また室井尚は、受動喫煙の害は全くエビデンスに基づいておらず、喫煙団体が提示している各種写真や統計は捏造であるとし、WHOの喫煙キャンペーンとIWCの反捕鯨キャンペーンに共通する恣意性を指摘している。
弁護士の伊佐山芳郎は、受動喫煙は「非喫煙者の健康権、人格権に関わる現代最大の人権問題の一つと言わなければならない」と述べている。
ジャーナリストの落合一郎は、野外・屋内構わず進む禁煙区域の急速な拡大によって、むしろ喫煙者の人権が蔑ろにされており、上手く共存出来ないものなのかと苦言を呈している。

### 喫煙の効用
大阪がん循環器病予防センター健康予防推進部長の中村正和医師は監修したタバコの基礎知識において「タバコの効用はすべてまやかしに過ぎない」と指摘している。
元癌研究会附属病院の頭頸科に勤めていた医師の名取春彦は、テレビや新聞はたばこ有害論しか言わないが、たばこの喫煙には下記の効用があるとしている。
1. 覚醒作用
2. リラックス作用
3. 発想の転換を促す
4. 気付け作用
5. 痴呆病の予防になる可能性が大
6. 喫煙所は自由人達の社交場

なお、ＷＨＯや様々な研究機関等が受動喫煙も含めたたばこの害について、科学的根拠を持って健康障害を引き起こすことが示されて論争に終止符が打たれたとされている一方で、タバコの害の否定や喫煙の効用を主張する一部の識者等について、国立千葉医療センターの医師菰田弘は「喫煙者の思考には、タバコの害を無視しようとする「否認」という特徴がありますが、これもニコチン依存症から来るものです。」と指摘している。

### 嫌煙権・喫煙権
かつては、家庭（自宅含む）・職場・飲食店・映画館・航空機・電車・プラットホーム・バス・タクシー・病院・学校など、私的な場所から公共施設に至るあらゆる場所で喫煙が許容されていた。たとえば、教師が授業中に咥えタバコで授業を行なったり、医者が咥えタバコで診察や手術を行なうことも多く、寧ろ暗黙の了解として社会からは半ば公認状態だった。しかし、1980年代中頃から、「アメリカ合衆国では自己管理が出来ない肥満者や喫煙者は出世できない」と言う噂を元に、職場での禁煙や分煙（喫煙所の設置）を導入する企業が現れ始め、これに端を発して徐々に国民的な禁煙活動が広まり、喫煙者から非喫煙者が、健康被害や臭いの付着等の迷惑を被らないようにする嫌煙活動へと発展して、嫌煙権が定着した。
嫌煙権が定着する事による喫煙者への圧力に伴い、喫煙者からは喫煙権が主張される様になった。これは法的になんら問題なく、また憲法で保障された自由権の行使であり、嫌煙者に非難されるべきものでは無いと言う主張に基づき、また1980年4月7日に起こされた嫌煙権訴訟にて、嫌煙権に否定的な判決が下された判例もそれを後押しした。2009年11月に、鳩山政権がたばこ税の引き上げを検討した際に、日本共産党の市田忠義書記局長は、健康問題とたばこ税問題を絡める事を批判し「禁煙権と同時に喫煙権もあり、国民的な議論が必要だ」と主張した。
嫌煙者は煙や悪臭による不快感や健康への悪影響などを強いられる事に大きな苦痛を感じている反面、喫煙者はこれらに無配慮で有ったり、又は逆に嫌煙者の苦情や禁煙活動により苦痛を感じており、その認識には大きな隔たりがあることから、当事者間においてしばしば感情的な対立を招くケースが見られる。このような感情的な対立がエスカレートとした事例としては、1999年に営団地下鉄の車内において、喫煙していた者に車内での喫煙をやめるよう注意したところ、アイスピックで左胸を数カ所刺されるといった事件が発生している。

## 諸事件

### 禁止除草剤混入事件
1987年に米国内で販売が禁止されている基準値0.5ppm以上のダイカンバ（除草剤）に汚染されたたばこが国内に輸入され、141万本が日本国内に出回る事件が起きた。この事件については同年6月5日の参議院決算委員会において、旧大蔵省及び外務省が5月20日の段階でこの情報を知りながら、回収を行わないまま調査結果を内密にするよう米政府に要請していたことについての質疑が行われている。

## 註釈
1. ↑  喫煙による経済的損失とは以下の事項を含む。
  - 喫煙による過剰医療費
  - 労働者の病欠増加による生産性低下
  - 喫煙で死亡した人の扶養者への年金支給前倒し
  - 吸殻の火の不始末による火事
  - 喫煙許可により余計にかかる設備・維持・清掃費